# Wonder Lake, Illinois
Wonder Lake là một nơi ấn định cho điều tra dân số thuộc quận McHenry, tiểu bang Illinois, Hoa Kỳ. Năm 2010, dân số của nơi ấn định cho điều tra dân số này là 4026 người.

## Dân số
Dân số qua các năm:
- Năm 2000: 7463 người.
- Năm 2010: 4026 người.